# Ogrozdovke
Ogrozdovke (lat. Grossulariaceae), biljna porodica u redu Saxifragales u koju se danas uključuje samo rod ribiz ili ribizl (Ribes). Ime je dobila po rodu Grossularia, čije su vrste uključene u rod Ribes, ali je ime porodice nomenklatularno zaštićeno (nom. cons.).

## Rodovi koji su bili uključivani u porodicu
- Botrycarpum A. Rich.
- **Botryocarpium Spach, nevažeće ime
- Calobotrya Spach
- Cerophyllum Spach
- Chrysobotrya Spach
- Coreosma Spach
- !Grossularia Mill.
- *Grossularia Adans., nelegitimno ime
- Liebichia Opiz
- Rebis Spach
- Ribesium Medik.

## Opis porodice
Grossulariaceae se sastoji od jednog roda, Ribes (oko 150 vrsta), čiji mnogi članovi donose jestive plodove od komercijalne važnosti. Glavni među njima su “europski ogrozd” (R. uva-crispa); crni ribiz (R. nigrum), koristi se u džemovima, kao aroma za piće i za izradu likera cassis; crveni ribiz (R. rubrum); i američki crni ribiz (R. americanum). Ostale vrste ogrozda i ribizla daju sjajne grmove mirisnih cvjetova i šarenih plodova, a uzgajaju se kao vrtni ukrasi. Određene vrste Ribes djeluju kao alternativni domaćini Cronartium ribicola, parazitskoj gljivici koja uzrokuje mjehurastu hrđu bijelog bora, izuzetno destruktivnu šumsku bolest koja se nalazi posebno u Sjedinjenim Državama i Kanadi. Spore gljivica koje klijaju na biljkama Ribes prenesene su na borove, gdje bolest na kraju ubija stabla. U Sjevernoj Americi, iskorjenjivanje i stroga kontrola ozbiljno su ograničili rast grmova ribiza i ogrozda u područjima s bijelim borovima.